# Marie-Thérèse Laruette
Marie Thérèse Laruette, née Marie Thérèse Villette le 6 mars 1744 à Paris où elle est morte le 16 juin 1837, est une cantatrice française.
Membre de la troupe de l'Opéra-Comique, elle était l’épouse de Jean-Louis Laruette, également chanteur et compositeur.

## Biographie
Fille d’un maitre tailleur, ses parents ayant remarqué en elle quelques dispositions, lui ont fait donner des leçons de musique par un artiste nommé Champion, qui lui ont permis d’entrer au théâtre de l’Opéra-Comique, à l’âge de 14 ans. Après avoir fait ses débuts, pendant la foire Saint-Laurent, au mois d’août 1758, elle est admise à l’Académie royale de musique, où elle chante avec un grand succès le rôle de Colette dans le Devin du village.
En septembre 1759, à peine âgée de quinze ans, elle fugue à deux reprises du domicile familial, pour rejoindre un certain Millet, receveur général des finances de Bourbonnais, qui l’a séduite sous le prétexte de la faire représenter dans les fêtes données par le fermier général Le Normant d’Étioles.
Le 11 août 1761, un ordre du duc d’Aumont, premier gentilhomme de la chambre du roi, l’appelle à la Comédie-Italienne, où elle débute, le 7 septembre, par les rôles de Nicelle dans l’lle des fous, livret de Louis Anseaume, musique d’Egidio Duni, et de Ziobine dans la Servante maitresse, comédie en deux actes de Pierre Baurans (d), musique de Pergolèse. Elle a été très applaudie du public, malgré certains critiques qui trouvaient que la jeune actrice n’avait ni chaleur, ni sentiment, qu’elle était d’une gaucherie et d’une maussaderie insupportables, et qu’elle n’avait des poumons que pour crier.
Deux mois après sa première, elle est reçue à demi-part et obtient la part entière l’année suivante. À cette époque, elle épouse Jean-Louis Laruette, un ancien acteur de l’Opéra-Comique, passé depuis peu à la Comédie-Italienne, resté célèbre par son talent musical et par la manière inimitable dont il rendait les rôles ridicules de baillis, de cassandres et de pères-dindons. Tres assidue, elle cultive ses dispositions naturelles avec un soin et une application singulière, qui lui acquièrent une perfection de jeu et de chant constatée par tous ses contemporains.

Elle a connu le succès dans Isabelle et Gertrude, la Rosière de Salency, la Buona Figliuola, Zémire et Agor, l’Ami de la maison et surtout le Magnifique, dans le rôle de Clémentine, qui fait dire à Grimm : 

« La délicieuſe ſcène de la Roſe, dans le Magnifique, fut, pour ainſi dire, tout entière ſon ouvrage ; elle y répandoit un mélange de décence et d’intérêt dont la magie est inexprimable. C’eſt un mot ſingulier peut-être, mais plein de vérité, que celui de madame d’Houdetot, qui diſoit que dans ce moment madame Laruette avait de la pudeur jusque dans le dos. »

Remplaçant Justine Favart dans son emploi, en 1764, elle y inaugure un nouveau style, joyeux ou pathétique, interprétant des opéras de Monsigny et de Grétry, créant notamment Le Déserteur (1769). Au fil des années, sa notoriété au sein de la compagnie éclipse son conjoint, moins brillant, qui finira par ne se voir attribuer que des rôles secondaires .
Sa santé très délicate, qui la tenait trop souvent éloignée du théâtre, l’oblige à demander, en 1777, son congé de retraite. Après avoir joué, le jeudi 13 mars, pour la dernière fois dans l’Ami de la maison, elle quitte le théâtre avec une pension de 1 500 livres accordée pour ses bons et anciens services. La jalousie de ses rivales n’a pas moins contribué que son mauvais état de santé à la déterminer à demander sa retraite. Quoique peu fortunée, elle a donné sans compter pour faire éduquer sa jeune sœur, tout en s’abstenant de lui faire apprendre la musique de crainte qu’elle ne veuille, à son tour, entrer au théâtre.

## Jugements
« Laruette, ſerait digne d’être admiſe au Concert des Dieux : ſes accens répandent dans l’âme une douce ivreſſe ; ce n’eſt plus une mortelle que l’on entend, c’eſt Euterpe chantant parmi les Muſes ; c’eſt une Divinité qu’on adore. »

## Médiographie

### Iconographie
- Jean-Baptiste Perronneau, Portrait de femme : Marie-Thérèse de Villette, femme Laruette  (54x43 cm) dans Cent pastels du XVIIIe siècle (collection de Henry Michel-Lévy), p. 404, col. C, repr. I
- Portrait de Mme Laruette, dessiné par Le Clerc, gravé par Elluin. (Bibliothèque Nationale.)